# اشتاینباخ آندر اشتایر
اشتاینباخ آندر اشتایر (به آلمانی: Steinbach an der Steyr) یک منطقهٔ مسکونی در اتریش است که در ناحیه کیرشدورف آندر کرمس واقع شده‌است. اشتاینباخ آندر اشتایر ۲۸٫۲ کیلومتر مربع مساحت دارد ۳۸۱ متر بالاتر از سطح دریا واقع شده‌است.